# Eurymelops rubrovittata
Eurymelops rubrovittata är en insektsart som beskrevs av Charles Jean-Baptiste Amyot och Jean Guillaume Audinet Serville 1843. Eurymelops rubrovittata ingår i släktet Eurymelops och familjen dvärgstritar. Inga underarter finns listade i Catalogue of Life.